# Mariage homosexuel en Grèce
Le mariage homosexuel est autorisé en Grèce de même que l'adoption d'enfants par les couples de même sexe à partir du 16 février 2024.
La Grèce est le 37e pays dans le monde et le 20e en Europe à avoir légiféré en ce sens. Par ailleurs, c'est également le premier pays entièrement situé en Europe du Sud-Est et le premier majoritairement de religion orthodoxe à autoriser le mariage entre personnes de même sexe.

## Situation antérieure: unions civiles
En décembre 2015, un projet de loi du gouvernement Tsípras II (SYRIZA-ANEL), ouvrant le pacte de vie commune aux couples de même sexe est adopté par le Parlement grec,.

## Légalisation
Le 19 janvier 2024, le Premier ministre Kyriakos Mitsotakis annonce vouloir proposer un projet de loi visant à légaliser l'adoption et le mariage pour les couples du même sexe en février 2024, à la suite d'une demande poussée par Stéfanos Kasselákis. Le projet de loi vise aussi à régulariser les enfants nés par GPA à l'étranger, sans pour autant permettre le recours à la PMA ou aux mères porteuses en Grèce.
Le Saint-Synode de l'Église de Grèce exprime son opposition au projet de loi le 23 janvier 2024. Une manifestation rassemblant 4000 personnes a lieu le 11 février 2024 devant le parlement, quelques jours avant le vote sur le projet de loi.
Les députés votent en faveur de la légalisation du mariage et de l'adoption par 176 voix contre 76 le 15 février 2024,. Après avoir reçu la signature de la présidente Ekateríni Sakellaropoúlou, la loi entre en vigueur le lendemain à sa publication au journal officiel.